# Firestar Plus
Ne doit pas être confondu avec Star et Firestar M40, M43, M45.
Les Firestar M240 et M243, connus sous le nom de Firestar Plus, sont une série de pistolets compacts à usage d'auto-défense, produits par Star Bonifacio Echeverria S.A..

## Conception et histoire
Cette série fait suite aux Star et Firestar M40, M43, M45, produits jusqu'au milieu des années 1990. À partir de 1995, les M240 et M243 sont commercialisés, mais leur vente est arrêtée à la fermeture de l'entreprise, en 1997. Un faible nombre d'armes a été produit,.

## Firestar M240
Le Firestar M240 est un pistolet compact à usage d'auto-défense. Dans la nomenclature de la fabrique Star Bonifacio Echeverria S.A. il est désigné M243. C'est essentiellement un Firestar M43 qui possède un chargeur double colonne, ce qui lui permet une puissance de feu de 13 cartouches de 9 mm Parabellum. La carcasse est un peu plus importante, les dimensions du pistolet sont moins compactes que son prédécesseur la série des Firestar, néanmoins il est plus léger, la carcasse a été repensée. Le Firestar M240 est chambré dans le calibre 40 SW, chargeur double colonne 10 cartouches. La fabrication est tout acier, les traitements de surface sont soit en nickel mat ou bronze noir.

## Firestar M243
Le Firestar M243 ou M43 Plus est le pistolet le plus populaire de la gamme des Firestar et qui réalise en son temps les meilleures ventes. Il est fabriqué entièrement en acier et doté d'un chargeur de 13 cartouches de 9 mm Parabellum.
Il comporte un chargeur à double empilement, qui permet de stocker plus de cartouches au prix d'une largeur légèrement plus élevée. 

### Fonctionnement
- Système de fonctionnement : semi-automatique, avec court recul de canon.

Culasse calée, deux tenons s'encastrent dans des mortaises de la culasse.
- Mécanisme de fonctionnement : simple action

### Sécurité
- Sécurité manuelle : ambidextre, sur marteau de percuteur.
- Sécurité automatique : sécurité de percuteur, sécurité de chargeur, sécurité de culasse.

### Balistique
(selon fabricant)
- Calibre : 9 mm Parabellum
- Vitesse initiale : 340 M/S
- Pression dans la chambre(CIP) : PE 3380bars
- Distance d'efficacité : 50 m
- Pénétration dans bois de pin : 10 cm

### Dimension, poids
- Poids de l'arme : 0,7 kg
- Longueur : 165 mm
- Hauteur : 125 mm
- Épaisseur : 30 mm
- Chargeur : 13 cartouches
- Longueur de canon : 86 mm
- Longueur de ligne de visée : 130 mm
- Résistance détente simple action : 3,0 kg (détente anti-stress)
- Capacité du chargeur : 13 cartouches